# ナンシー・レーガン
ナンシー・デイヴィス・レーガン（Nancy Davis Reagan, 1921年7月6日 – 2016年3月6日）は、アメリカ合衆国大統領ロナルド・レーガンの妻で、1981年から1989年までアメリカ合衆国のファーストレディだった。身長5フィート4インチ（約163cm）。

## 生い立ち
アン・フランシス・ロビンズ (Anne Frances Robbins) として、ニューヨークでケネス・シーモア・ロビンズとその妻で女優のイーディス・ラケットの間に生まれた。6歳の時、母親は神経外科医のロイヤル・デイヴィスと再婚する。ディヴィスはナンシーを養女とし、ナンシーはシカゴで成長した。ナンシーの名付け親は、母親の友人でロシア出身のサイレント映画の大スターアラ・ナジモヴァである。ナンシーは少女ラテン語学校を卒業後マサチューセッツのスミス・カレッジで演劇を専攻した。

## 女優として

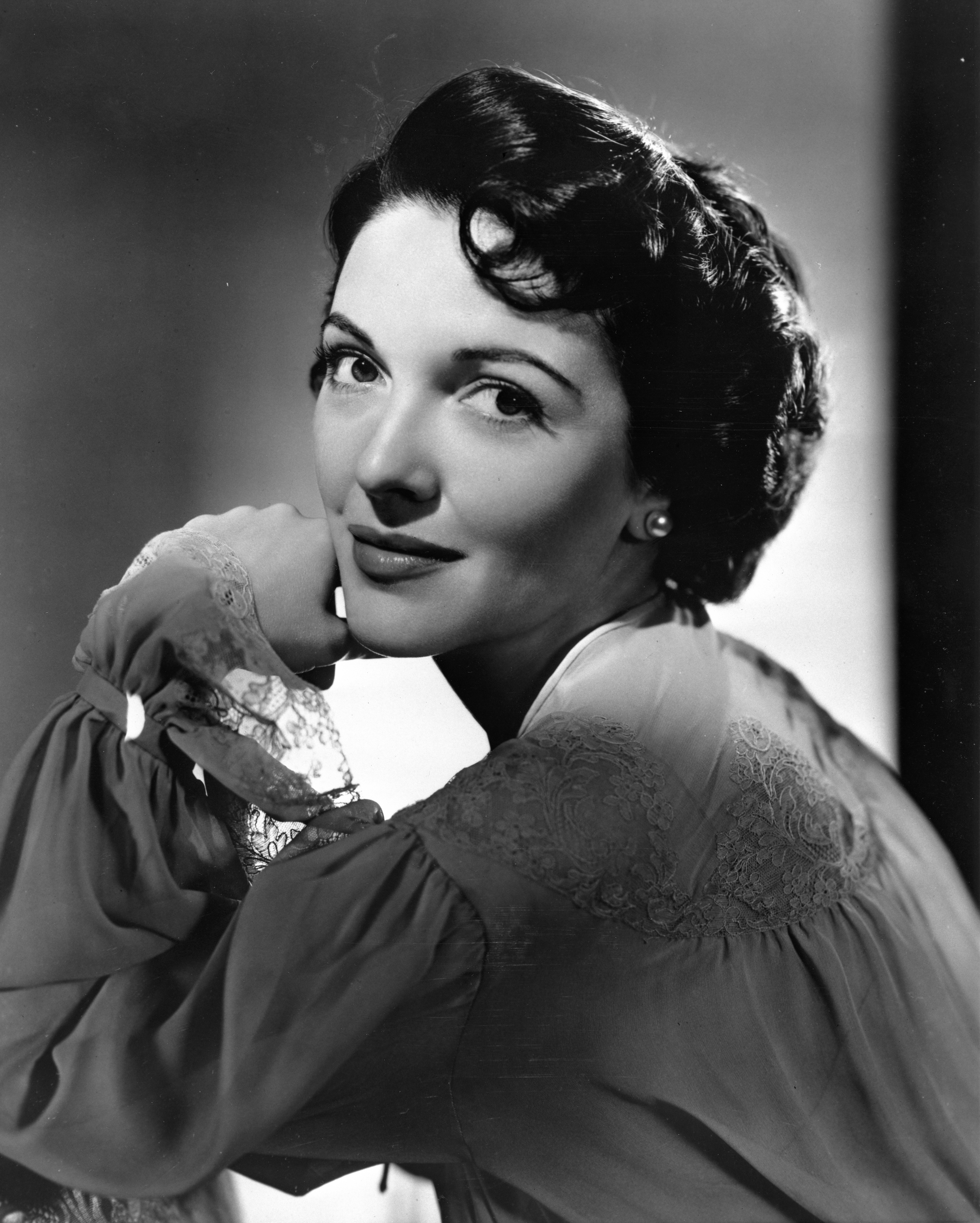
1949年か1950年に撮影されたプロモーション写真

卒業後間もなくナンシーは女優となり、旅回りの劇団に加わり、続いてブロードウェイミュージカル『Lute Song』に出演し、好評を得る。その後も多くの役を演じたナンシーに対し、ハリウッドからのオファーが舞い込んだ。ナンシーはナンシー・ディヴィスとして1949年から1956年まで11の作品に出演した。初出演作は『Shadow on the Wall』(1950)であった。その他にも『The Next Voice You Hear ...』(1950)、『East Side, West Side』(1949)、『ドノヴァンの脳髄』(1953)などに出演している。ナンシーは『勝利への潜航』(1957)で妻役を演じた。ナンシーの最後の出演作は『Crash Landing』(1958)であり、その後は1962年までテレビドラマに出演し、その後女優を引退した。
ナンシーの演じた役のほとんどは上品で、敬虔で、道徳的で清廉な人物であり、その目立たない性質は女優としてのナンシーの範囲を制限した。評論家はナンシーの最良の作品として『The Next Voice You Hear ...』を挙げる。ナンシーはその宗教劇の中で、驚くほど合理的な1950年代の主婦を演じた。

## 結婚と家族

1952年、夫のレーガンと結婚当時のナンシー

ナンシーはロナルド・レーガンと1951年に出会った。当時、レーガンは映画俳優組合 (Screen Actors Guild, SAG) の委員長であった。ナンシーはハリウッド・ブラックリストに同名の女優がリストされていたことで、雇用維持のためリストから名前を外してもらうためにレーガンの助けを求めた。2人は1952年3月4日にロサンゼルスのサン・フェルナンド・ヴァレーのリトル・ブラウン教会で簡素な結婚式を挙げた。ナンシーは後に「私の人生は夫と結婚したときから本当に始まった。」と語っている。
夫妻は2人の子供をもうけた。娘のパティ・デイヴィス（ナンシーの芸名にちなんだ）は結婚7ヶ月後の1952年10月21日に生まれた。息子のロン・レーガンは1958年5月20日に生まれた。ナンシーはさらにマイケルとモーリーン・レーガン（ロナルド・レーガンの前妻ジェーン・ワイマンとの間の子ども）の継母となった。

## カリフォルニアのファーストレディ
ナンシーは夫のレーガンがカリフォルニア州知事を務めた1967年から1975年までの間、カリフォルニアのファーストレディであった。
ナンシーはその任期の初めに、消防隊員が「危険構造物」と評したサクラメントの州知事邸から裕福な郊外に転居して論争を引きつけた。この行動は多くの人々から成り上がり根性と受け取られた。
カリフォルニアのファーストレディとしてナンシーは退役軍人、高齢者や障害者の元に訪れ、多数の慈善団体と共に活動した。ナンシーはその慈善活動をフォスター・グランドペアレント・プログラムと共に始め、ワシントンD.C.に移ってもそれを継続した

## ファーストレディとして

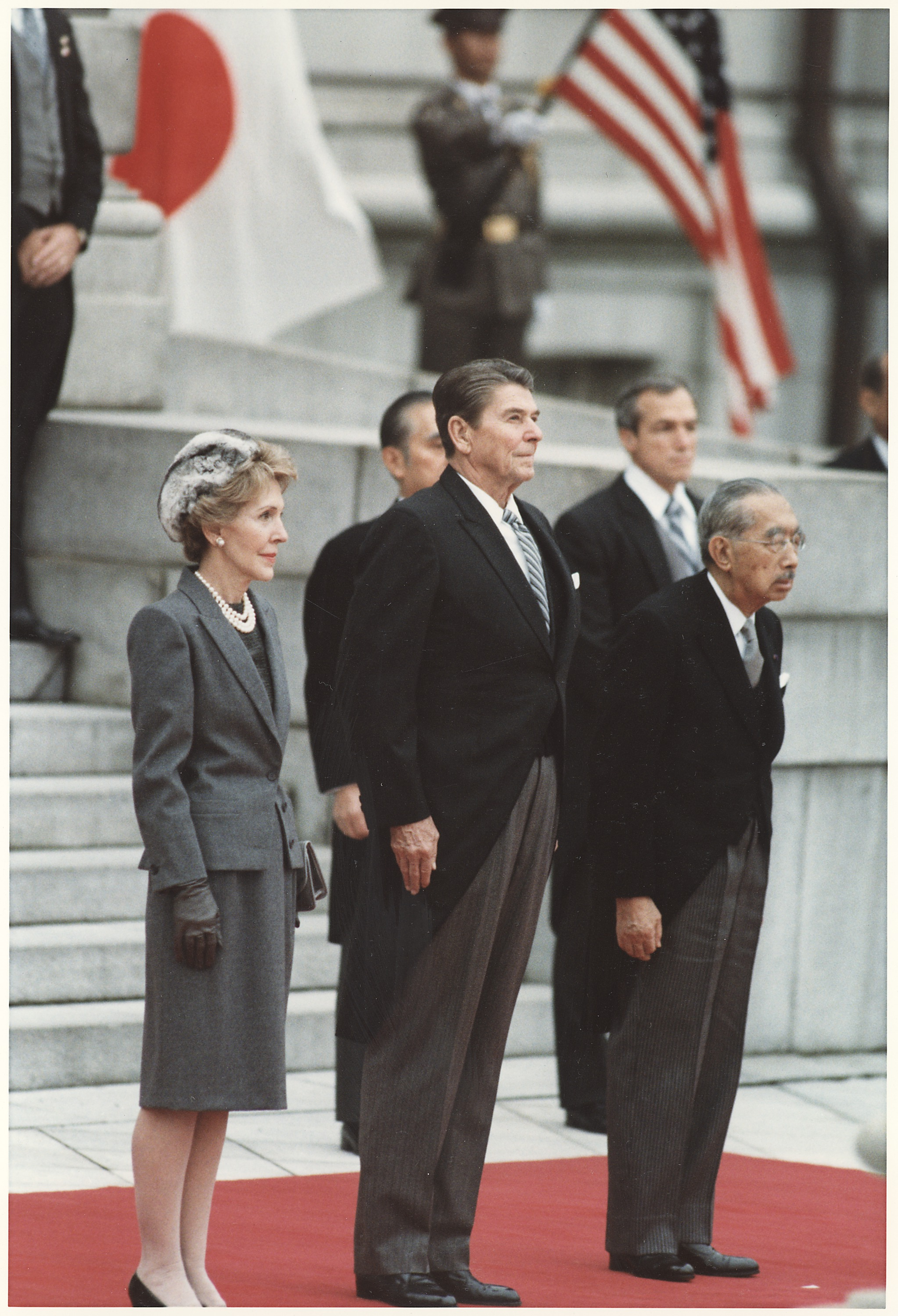
ナンシー・レーガン（左）、アメリカ合衆国大統領ロナルド・レーガン（中央）、昭和天皇（右）。1983年11月9日、東京都にて

ナンシーはファーストレディとなると、間もなく不況にもかかわらずホワイトハウスで使用する20万ドルの新しい磁器の購入を発表（私立財団が支払った）、論争となった。高級趣味と共に、ナンシーは一般のアメリカ人が持つ関心事項に対して接点を持たないというイメージを与えることとなった。しかしながら1982年にディナーでぼろ着を身につけ「Second-Hand Rose」を歌ったことで、こういった批判の内のいくらかをそらすことができた。
ナンシーは夫がスピーチする間、愛情に満ちた眼差しで夫を見つめることで有名であった。多くの政治家の配偶者はナンシーのようにするものの、ナンシーは特に集中し注意深かったため、ナンシーは「The Gaze」（にらむ者）のニックネームで呼ばれることとなった 。しかしながら舞台裏では、ナンシーはホワイトハウスのオペレーション、特に人員問題と夫のイメージと遺産の上に関して影響を及ぼした。ナンシーはワシントン・ポストの出版者キャサリン・グラハムと、共通の友人であったトルーマン・カポーティによって紹介され親しい友人となった。その後ナンシーはホワイトハウスで毎週の昼食をグラハムおよびナンシーの後任であるメグ・グリーンフィールドと共にした。ナンシー・レーガンは、レーガン大統領の二期目におけるホワイトハウスの政策に幾分かの影響力を及ぼしたと広く考えられている。
ナンシーはその控えめなファッションが当時の多くの女性達に真似られたことと、「Just Say No」反麻薬キャンペーンの支援、占星術への傾倒でよく記憶される。実際ナンシーには、ファーストレディ時代にジョウン・クイグリーという個人的な占星家がいた。占星家達は1981年の大統領暗殺未遂事件以後、夫の安全を守るためとして重用されるようになった。それはホワイトハウスのスケジュールにも影響を及ぼすようになり、重大な困惑の原因となった。日付は占星家のアドバイスによって「よい」日、「普通の」日、避けるべき日と色分けされた。このことが原因でホワイトハウス首席のドナルド・リーガン補佐官はファーストレディと対立することとなり、最終的にリーガン補佐官は1987年に辞職した。
1987年10月に乳癌を発見され、乳房切除手術により回復した。このことで乳癌に対する意識が全米に広まったといわれる。

### 補足
1983年にはナンシーはヘンリー・キッシンジャー元国務長官、慈善家のバーバラおよびマーヴィン・デイヴィスと共に大人気ドラマの『ダイナスティ』に自身の役で出演した。更にナンシーは人気ホーム・コメディ『アーノルド坊やは人気者』にも「Just Say No」（ただノーと言おう）という反麻薬キャンペーンを強調するため出演している。
しかし、1986年から1992年にかけて、実娘のパティによって、レーガン夫妻の冷たい家庭生活やナンシーによる虐待、ナンシーの精神安定剤依存及びパティ自身の麻薬中毒が暴露された。
キティ・ケリーによる1991年の『Nancy Reagan: The Unauthorized Biography』は出版史上最速の売り上げを記録した伝記となった。同書の内容には論争の的となった元ファーストレディの占星術を元にした政策への関与に関する詳細と、ホワイトハウスにおけるフランク・シナトラとの密会 が含まれている。

## 晩年
ナンシーは晩年、夫のレーガン元大統領の世話をしたカリフォルニア州ロサンゼルスのベル・エアの自宅に居住した。レーガン元大統領のアルツハイマー病発症後は献身的に介護し、2004年6月5日その死を看取った。ナンシーはアルツハイマー病に対する治療法に役立てるため、胚性幹細胞研究を支援するようにジョージ・W・ブッシュ大統領を促す目的で共和党との繋がりを絶った。
2004年にワーナー・ブックスはナンシーの長年の上流社交界における友人の作家、ボブ・コーラセロによる『Ronnie and Nancy: Their Path to the White House, 1911–1980』を出版した。
ナンシーはマーガレット・サッチャーとチャールズ3世（当時皇太子）を訪問した際、ロンドンのホテルで滑って転倒し、2005年に短期間入院した。
2008年2月17日、自宅で転倒して2日間サンタ・モニカの病院に入院したが、骨折はしていなかったという。
2016年3月6日、うっ血性心不全のため自宅で死去。94歳であった。